# James Sopko
James Sopko (ur. 7 stycznia 1982 r. w Port Jefferson) – amerykański wioślarz.

## Osiągnięcia
- Mistrzostwa Świata – Poznań 2009 – ósemka wagi lekkiej – 2. miejsce[1].